# 太平 (秋田市)
太平（たいへい）は秋田県秋田市にある地区（広域地名）。人口は2,557人（2011年10月1日現在、住民基本台帳による）。
1954年（昭和29年）10月1日に秋田市へ編入された旧南秋田郡太平村の区域をそのまま継承している。太平黒沢、太平寺庭、太平中関、太平八田、太平目長崎、太平山谷の6大字からなる。
本項では、旧太平村及びそれ以前に周辺地域の総称として呼ばれた太平村・太平郷などについても記述する。

## 地理
秋田市の東部に位置し、太平山の南西側山麓・山腹を占める。平成の大合併で河辺郡河辺町を編入するまでは、太平黒沢が秋田市の最東端であった（現在の最東端は河辺岩見）。
中央部を太平川が東西に流れ、流路に沿って秋田県道28号秋田岩見船岡線やその旧道が走っている。西部で太平川に合流する八田川沿いには秋田県道232号太平山八田線があり、最奥部で太平山登山道の金山滝ルートへ接続している（以前は山頂まで県道指定されていた）。
北部は太平山の尾根を境として仁別に隣接し、前岳・中岳・剣岳・鶴ヶ岳などの山頂が連なっている。北西は山内、西は柳田、南は下北手、南東・東は河辺に隣接する。

### 河川
- 太平川
  - 八田川
    - 矢櫃沢

  - 小黒沢川
    - 小黒沢

  - 皿見内沢
  - 無知志沢
  - 深木沢

## 歴史
出羽国秋田郡覇別村(はわけ)として成立したとされる。太平川と八田川の流域には古くから集落が拓けており、古代の埋蔵文化財が度々発掘されている。中世には大江氏（永井氏）領であった。「太平」の元の読みは「おいだら」であるが、由来は「大江平」（おおえだいら）であるとする説（久保田能落穂）、「狼平」（おおいぬだいら）であるとする説（地名辞書）、巨人「オイダラボッチ」であるとする説（秋田の今と昔）などがある。アイヌ語で「山の麓の動揺する地」の意だとする説もある。
戦国時代の天正19年正月17日（1591年2月10日）「豊臣秀吉朱印蔵入帳写」に「太平村 3,761石余」とあるのが初見史料である。その後の史料でも「太平村」「太平郷」といった表記がされ、岩見村から広面村まで14ヶ村に亘る広域地名だった。
また、「豊臣秀吉朱印蔵入帳写」には同時に「松ケ崎村・目太平村 246石余」との記述もあり、松ヶ崎村と併記される「太平村」「目太平村」（めおいだらむら）も戦国期の史料に引き続き登場した。資料によっては「目」を「同」と写しているものもあり、また「斑目」（まだらめ）の名残という可能性も考えられている。
江戸時代には地域内の諸村は独立扱いされたため、公式に「太平村」と称されることは無かったが、総称として「太平」（たいへい・おいだら）が使われていたことは、菅江真澄の「真澄遊覧記」などの記述から確実視されている。
1889年（明治22年）4月1日の町村制施行により太平村となったが、これも当初「おいだらむら」と呼ばれていたものが次第に「たいへいむら」の読みで一般化していった。

### 沿革
- 1873年（明治6年）3月 - 大区小区制の改正に伴い、秋田郡八田村・目長崎村・寺中堀内村・寺庭村・井関沢村・黒沢村・山谷村は秋田県第1大区6小区に属した[5]。
- 1874年（明治7年）
  - 7月7日 - 東嶽学校（現太平小学校）が開校する[6]。
  - 8月20日 - 目長崎村に目長崎学校が開校する[7]。
  - 11月10日 - 八田村に八田学校が開校する[7]。
- 1876年（明治9年） - 井関沢村・寺中堀内村が合併し中関村となる[8]。
- 1878年（明治11年）5月20日 - 黒沢村に東嶺学校（後の山谷小学校）が開校する[9]。
- 1884年（明治17年）頃 - 郡区町村編制法下、南秋田郡目長崎村・八田村・中関村・寺庭村・黒沢村・山谷村が連合。戸長役場は目長崎村に設置される[2]。
- 1887年（明治20年） - 連合6ヶ村の戸数491、人口3,095（地方行政区画便覧）[2]。
- 1889年（明治22年）4月1日 - 町村制施行に伴い、連合6ヶ村が合併し南秋田郡太平村が発足。旧6村は大字となる。初め太平（おいだら）村、次第に太平（たいへい）村の呼称が一般化。村役場は目長崎に設置[2]。
  - 八田村は目長崎村との2村合併を主張し、寺庭村・黒沢村・山谷村は中関村を加えた4村合併を主張した[10]。しかし県が合併枠の変更を認めず、6村での合併となった。
- 1891年（明治24年） - この時点での戸数478、人口3,213、田地529町、畑地64町、宅地44町、雑種地3,284町（秋田県市町村要覧）[2]。
- 1904年（明治37年）12月6日 - 目長崎郵便取扱所（現太平郵便局）開設。
- 1910年（明治43年） - この時点での戸数543、人口3,786（第5回県統計適用）[2]。
- 1923年（大正12年） - この時点での戸数578、人口3,748（県戸口統計）[2]。
- 1928年（昭和3年）5月25日 - 路線バスが運行開始（現秋田市通町〜太平中関字川原）。
- 1947年（昭和22年） - 太平中学校が開校。
- 1948年（昭和23年）7月 - 秋田市立太平小学校木曽石分校が開校[11]。
- 1954年（昭和29年）10月1日 - 太平村が秋田市へ編入され消滅。旧6大字は「太平」を冠した上で秋田市の大字となる[2]。
- 1957年（昭和32年）7月7日 - 太平幼稚園が開園。
- 1959年（昭和34年）5月12日 - 山谷幼稚園が開園。
- 1985年（昭和60年）6月23日 - 秋田太平山カントリークラブ開設。
- 2007年（平成19年）4月 - 木曽石分校が太平小学校へ統合され閉校[11]。
- 2012年（平成24年）3月31日 - 山谷小学校が太平小学校に統合され閉校。
- 2023年（令和5年）3月31日 - 太平中学校が城東中学校に統合され閉校。[12]

## 交通

### 鉄道
地区内に鉄道路線・駅は無い。最寄り駅はJR東日本奥羽本線・羽越本線・秋田新幹線の秋田駅。

### バス
- 秋田中央交通
  - 《太平線》 - 八田入口 - 八田下丁 - 八田中丁 - 八田上丁 - 大曲 - 古町入口 - 神田 - 本町下丁 - 本町 - 学校前 - 地域センター前 - 川原 - 八幡神社前 - 下館 - 平形 - 太平中学校前 - 寺中 - 寺庭下丁 - 寺庭 - 稲荷 - 稲荷上丁 - 館越 - 黒沢下丁 - 黒沢上丁 - 勝手神社前 - 寿橋 - 皿見内下丁 - 皿見内上丁 - 下野 - 地主 - 小学校前 - 山谷 - 貝の沢口 - 青葉台 - 細越 - 十三岱 - 野田 - 登山口 - 牧場入口 - 開拓前 -
- あさひ自動車
  - 《木曽石コース》  - 八田上丁 - 藤崎 - 仁部下丁 - 仁部上丁 - 和岱入口 - 堂の前 - 公民館前 - 木曽石下丁 - 木曽石

### 道路
- 秋田県道28号秋田岩見船岡線
  - 太平街道
- 秋田県道232号太平山八田線

## 出身者
- 利部陽子（元バレーボール選手）
- 北本哲三（詩人）
- 佐藤大（お笑い芸人/グランジ）
- 鈴木栄治 (ゲートボール創始者)
- 冨樫博之 (政治家)